# Геліотропін
Геліотропін, або ще відомий як піперонал, є органічною сполукою, та міститься в ароматизаторах. Його молекула за структурою споріднена з іншими ароматичними альдегідами, такими як бензальдегід і ванілін.

## Поширення у природі
Геліотропін міститься в різних рослинах, таких як кріп, ваніль, квіти фіалки та чорний перець.

## Хімічні властивості
Геліотропін, як альдегід, можливо відновити до піперонілового спирту або окислити з утворенням піперонілової кислоти.
Також геліотропін використовують в хімічному синтезі деяких фармацевтичних препаратів, таких як тадалафіл L-DOPA і атрасентан.

## Виробництво
Геліотропін отримують шляхом окисного розщеплення ізосафролу або за допомогою багатоступінчастої послідовності з катехолу або 1,2-метилендіоксибензолу, який отримують за допомогою реакції конденсації з гліоксиловою кислотою з подальшим розщепленням утвореної α-гідроксикислоти окислювачем. Для синтезу геліотропіну з катехолу потрібно спочатку синтезувати ефір Вільямсона з використанням дихлорметану.

## Використання

### У парфумерії
Геліотропін має квітковий аромат, схожий на запах ванілі або вишні, тому його використовують для штучної ароматизації. Ця сполука має назву «геліотропін» на честь нот «вишневого пирога», які є в ароматі квітів рослин роду Геліотроп (Heliotropium), проте власне геліотропін не входить до складу квіток. Парфумери вперше почали використовувати геліотропін на початку 1880-х років. Його зазвичай використовують для додавання ванільних або мигдальних нюансів, як правило, парфюм набуває бальзамічних, пудрових та квіткових аспектів.
Піперонілацетат використовують як синтетичний вишневий ароматизатор.

### У виробництві МДМА
Геліотропін є прекурсором I категорії, як і сафрол, ізосафрол, відповідно до Регламенту №. 273/2004 Європейської економічної спільноти через використання їх у синтезі екстазі (МДМА).